# Alois Wiesböck
Alois Wiesböck (ur. 31 lipca 1950 w Mühldorf am Inn) – zachodnioniemiecki żużlowiec, występujący również na długim torze.

## Życiorys
Sześciokrotny medalista drużynowych mistrzostw Republiki Federalnej Niemiec: złoty (1974), dwukrotnie srebrny (1975, 1978) oraz trzykrotnie brązowy (1977, 1982, 1987). 
Dwukrotny brązowy medalista drużynowych mistrzostw świata (Olching 1981, Londyn 1982). Finalista indywidualnych mistrzostw świata na żużlu (Chorzów 1979 – XVI miejsce).
Największe sukcesy w karierze osiągał w wyścigach na długim torze, czterokrotnie zdobywając medale indywidualnych mistrzostw świata: złoty (Mariańskie Łaźnie 1979), dwa srebrne (Mühldorf am Inn 1978, Korskro 1982) oraz brązowy (Scheeßel 1974). Oprócz tego, czterokrotnie zdobył złote medale indywidualnych mistrzostw RFN na długim torze (1974, 1976, 1978, 1981), czterokrotnie zwyciężał w turniejach o "Złoty Kask" (1973, 1974, 1975, 1976) oraz dwukrotnie – w turniejach o "Srebrny Kask" (1975, 1980).
W lidze brytyjskiej startował w sezonie 1979, w barwach klubu Reading Racers.